# أشلي لومانس
أشلي لومانس (بالإنجليزية: Ashley Lemince)‏ (8 أبريل 1987 بموريشيوس - ) هو لاعب كرة قدم موريشيوسي في مركز الوسط. شارك مع منتخب موريشيوس لكرة القدم. أما مع النوادي، فقد لعب مع AS Port-Louis 2000 ‏ وPointe-aux-Sables Mates ‏.

## روابط خارجية
- أشلي لومانس على موقع قاعدة بيانات كرة القدم.إي يو (الإنجليزية)
- أشلي لومانس على موقع ناشيونال فوتبول تيمز (الإنجليزية)